# Barbro Hietala Nordlund
Barbro Irene Hietala Nordlund, född 28 augusti 1946 i Hedemora, är en svensk föräldrarådgivare och politiker (socialdemokrat), som var riksdagsledamot 1994–2006 (ersättare 1998–2001, i övrigt ordinarie ledamot), invald för Dalarnas läns valkrets (fram till 1997 Kopparbergs läns valkrets).
I riksdagen var hon ledamot i konstitutionsutskottet 1994–2006 och suppleant i bland annat justitieutskottet och lagutskottet.